# Кан Джунхо
Кан Джунхо (кор. 강준호; 22 июня 1928, Хэджу — 24 сентября 1990, Сеул) — корейский боксёр легчайшей весовой категории, в 1950-е годы выступал за сборную Южной Кореи. Бронзовый призёр летних Олимпийских игр в Хельсинки, участник многих международных турниров и национальных первенств. Также известен как тренер по боксу, долгое время возглавлял сборную своей страны.

## Биография
Кан Джунхо родился 22 июня 1928 года в городе Хэджу, провинция Хванхэ-Намдо. Активно заниматься боксом начал в 1949 году во время службы в армии и через год в полулёгком весе стал национальным чемпионом. Благодаря череде удачных выступлений удостоился права защищать честь страны на летних Олимпийских играх 1952 года в Хельсинки, где участвовал в программе соревнований легчайшей весовой категории. В четвертьфинале раздельным решением судей победил будущего чемпиона мира среди профессионалов американца Дэйви Мура, но в полуфинальном матче единогласным решением проиграл ирландцу Джону Макнелли.
Получив бронзовую олимпийскую медаль, Кан продолжил выходить на ринг в составе национальной сборной, принимая участие во всех крупнейших международных турнирах. Так, в 1954 и 1958 годах он боксировал на летних Азиатских играх, тем не менее, пробиться в число призёров в обоих случаях не смог.
После завершения спортивной карьеры работал тренером, в том числе возглавлял сборную Южной Кореи по боксу — возил команду на Олимпийские игры 1968 и 1972 годов, где его подопечные завоевали серебряную и бронзовую медали. В поздние годы занимался подготовкой нескольких известных боксёров-профессионалов, в частности, его учениками были чемпионы мира Ким Сан Хьон и Пак Чхан Хи. Умер от хронической болезни 24 сентября 1990 года в Сеуле.